# Город потерянных детей
«Город потерянных детей» (фр. La cité des enfants perdus) — сюрреалистический фильм Марка Каро и Жан-Пьера Жёне, вышедший на экраны в 1995 году.
На русский язык название фильма можно также перевести как «Город потерявшихся детей».

## Сюжет
Недалеко от мрачного Города потерянных детей, в лаборатории-замке на берегу моря живёт страшный учёный Кранк. Он похищает детей и превращает их сны в свои собственные. Но так как дети его ужасно боятся, он видит только их кошмары. В этом ужасном деле ему помогают шесть братьев-клонов и их «мамаша».
Одним из главных героев фильма является силач Уан, путешествующий со своим маленьким братом и цирковым глашатаем-конферансье. В городе их встречают негостеприимно. Таинственные сектанты похищают младшего брата силача. В поисках похищенного младшего брата Денре цирковой силач Уан скитается по улицам города. Там ему встречаются храбрая девятилетняя девочка Миетт, детский преступный «интернат» и его хозяйки — две злобные сестры — сиамские близнецы.

## В ролях
- Рон Перлман — Уан
- Даниэль Эмильфор — Кранк
- Жудит Витте — Миетт
- Доминик Пиньон — подводник и его клоны
- Жан-Клод Дрейфус — Марселло
- Женевьева Брюне — близнец
- Одиль Малле — близнец
- Мирей Моссе — мадемуазель Висмут
- Серж Мерлен — Габриель Мари, лидер циклопов

## Награды и номинации

### Награды
- 1996 — Премия «Сезар» за лучшую работу художника (Жан Рабасс)

### Номинации
- 1995 — номинация на приз Золотая пальмовая ветвь Каннского кинофестиваля (Жан-Пьер Жёне, Марк Каро)
- 1996 — три номинации на премию «Сатурн»: лучший фильм ужасов, лучший молодой актёр (Жудит Витте), лучшие костюмы (Жан-Поль Готье)
- 1996 — три номинации на премию «Сезар»: лучшая операторская работа (Дариус Конджи), лучшая музыка (Анджело Бадаламенти), лучшие костюмы (Жан-Поль Готье)
- 1996 — номинация на премию «Гойя» за лучшие спецэффекты (Ив Доменжу, Жан-Батист Бонетто, Оливье Глейз, Жан-Кристоф Спадаккини)
- 1996 — номинация на премию «Независимый дух» за лучший зарубежный фильм (Жан-Пьер Жёне, Марк Каро)

## Съёмки
Исполнитель главной роли Рон Перлман на момент создания фильма не знал французского языка и был единственным американским актёром на съёмочной площадке. Тем не менее он старательно заучил все фразы и не допустил ни единой ошибки.
Костюмы для фильма разработал Жан-Поль Готье.

## Компьютерные игры
Игра с одноимённым названием была издана компанией Psygnosis в 1997 году для платформ IBM PC и PlayStation. Являясь одной из первых трёхмерных адвенчур, игра получила средние оценки среди критиков — на сайте GameRankings версия для PC имеет средний рейтинг 60 %, версия для PlayStation — 54,5 %.
Фильм повлиял на создателей компьютерной игры Sanitarium (1997), в чём они сами признавались в интервью 1998 года журналу Game.EXE.

«Город потерянных детей» — тоже фильм, основанный на бреде, и здесь нас привлёк не только сюжет, но и потрясающая оформительская и операторская работа.